# Chiesa dei Santi Faustino e Giovita (Brembate)
La chiesa dei Santi Faustino e Giovita è la parrocchiale di Brembate, in provincia e diocesi di Bergamo. Fa parte del vicariato di Dalmine-Stezzano. La chiesa fino al 1787 faceva parte dell'arcidiocesi di Milano. La chiesa venne elevata a dignità parrocchiale nel 1470 al posto del santuario di San Vittore.

## Storia
La prima citazione di una chiesa intitolata ai santi Faustino e Giovita risale al 1158. Nel Quattrocento fu ampliata e elevata a parrocchia smembrata da quella intitolata a San Vittore al Brembo, e consacrata il 15 febbraio del 1487 dal vescovo Giovanni Viola.

La chiesa fu unita alla plebania di Verdello e Donato Calvi nel suo Effemeride sacra profana di quanto di memorabile sia successo in Bergamo del 1676 la indica come di recente costruzione. La chiesa era stata ricostruita nel Quattrocento e durò una quindicina d'anni.
Nel Settecento la chiesa fu parzialmente distrutta e ricostruita in stile barocco con l'erezione della facciata scolpita da Pier Paolo Pirovano che realizzò anche il portale e le statue.
La chiesa fu consacrata ai santi Faustino e Giovita dal vescovo Antonio Redetti una prima volta nel 1744 e nel 1794, dopo l'ultimazione di nuovi lavori, dal vescovo Giovanni Paolo Dolfin.

Nel triennio tra il 1784 e il 1787 la chiesa passò dall'arcidiocesi di Milano alla diocesi di Bergamo. Il primo atto fu l'autorizzazione dell'autorità civile, della sacra Congregazione Concistoriale, e poi la bolla pontificia del 13 novembre 1786 di papa Pio VI. Il cambio fu ufficializzato nel 1787 dalle autorità episcopali, sempre inserita nella plebana di Verdello.
Con decreto del 27 maggio 1979 del vescovo Giulio Oggioni la chiesa fu inserita nel vicariato di Dalmine-Stezzano.

## Descrizione
La chiesa dal classico orientamento liturgico con abside rivolta a est, è preceduta da un piccolo sagrato con pavimentazione in sampietrini di porfido lambito dalla strada. La facciata, in ceppo gentile sopraelevata da due gradini, si presenta molto imponente, completa di ben undici statue e divisa su sue ordini. In quello inferiore due coppie di lesene e controlesene dividono la facciata. Queste sono complete di zoccolatura in tre riparti e capitelli d'ordine corinzio; il grande portale centrale è affiancato da colonne a tutto tondo che reggono la trabeazione e il timpano spezzato, ornato da due angioletti.

Nell'ordine superiore posta in una nicchia la statua dell'Immacolata concezione che calpesta il dragone. Laterali due grandi medaglie di raccordo con angioletti.
L'interno a croce greca presenta due cappelle sporgenti nei bracci laterali. Quattro archi delimitano la zona presbiteriale a pianta quadrata, culminante con il coro a pianta semicircolare. La chiesa, in stile barocco, è riccamente decorata e affrescata e conserva opere di ottima fattura.